# Haut-Montravel (AOC)
Haut-Montravel AOC – nazwa słodkiego, francuskiego, białego wina wytwarzanego w gminach Fougueyrolles, Nastringues, Port-Sainte-Foy-et-Ponchapt, Saint-Antoine-de-Breuilh i Vélines. Wina białe objęte utworzoną w 1937 r. apelacją składają się głównie ze szczepów sémillon, sauvignon blanc, sauvignon gris oraz muscadelle, udział uzupełniającego ondenc nie może przekraczać 10%.
Wina muszą mieć zawartość cukru resztkowego wynoszącą od 8 do 54 g/l.